# Томилко Іван Миколайович
Іва́н Микола́йович Томи́лко (нар. 14 квітня 1986 — пом. 30 січня 2015) — молодший сержант Збройних сил України, учасник російсько-української війни.

## Життєпис
Народився в Михайло-Коцюбинському, 2002 року закінчив Михайло-Коцюбинську гімназію. Навчався у ПТУ № 1 міста Чернігів. Після навчання проходив строкову військову службу у ВВ МВС України, Львів.
Після строкової служби працював у правоохоронних органах у Києві та Чернігівському районі. Звільнився під час Революції Гідності; коли розпочалися військові дії на Донбасі, пішов добровольцем захищати, мобілізований 24 квітня 2014-го. Сержант, командир 3-го відділення — командир машини 1-го мотопіхотного взводу 1-ї мотопіхотної роти, 13-й окремий мотопіхотний батальйон «Чернігів-1». У липні приїжджав із зони бойових дій до Чернігова та одружився.
30 січня 2015-го загинув під Вуглегірськом на блокпосту, що розміщений в напрямку Єнакієвого — поряд з Іваном розірвалася міна.
Аж в березні вдалося відшукати й повернути тіло Івана Томилка.
15 березня 2015 року з Іваном попрощалися у Чернігові, похований у Михайло-Коцюбинському.
Лишились батьки, дружина, донька.

## Нагороди та вшанування
- Указом Президента України № 103/2016 від 21 березня 2016 року, «за особисту мужність і високий професіоналізм, виявлені у захисті державного суверенітету та територіальної цілісності України, вірність військовій присязі», нагороджений орденом «За мужність» III ступеня (посмертно)[1].
- 7 травня 2015 року в селищі міського типу Михайло-Коцюбинське на фасаді будівлі Михайло-Коцюбинської гімназії (вулиця Садова, 60), де навчався Іван Томилко, йому відкрито меморіальну дошку.
- У вересні 2015 року в селищі Михайло-Коцюбинське відкрито пам'ятний знак Івану Томилку.
- 22 жовтня 2015 року під час сесії було прийнято рішення про перейменування в селищі міського типу Михайло-Коцюбинське вулиці Горького на вулицю Івана Томилка.
- Вшановується в меморіальному комплексі «Зала пам'яті», в щоденному ранковому церемоніалі 30 січня[2][3].